# Beatrice Regina della Scala
Beatrice Regina della Scala (1331 – 18. června 1384) byla italská šlechtična z rodu Della Scala, paní Milána a rádkyně svého manžela Bernaba Viscontiho. V Parmské knihovně je její kniha Hodinek s iluminacemi od Giovanniho di Benedetto da Como. Roku 1381 nechala v Miláně vystavět kostel Santa Maria della Scala, na jehož místě v 18. století vzniklo světoznámé divadlo alla Scala.

## Život
Beatrice Regina se narodila v roce 1331 ve Veroně jako nejmladší potomek Mastina II. della Scala a Taddey z Carrary. Měla tři starší bratry, sestru a pět nevlastních nemanželských sourozenců. Její otec, člen severoitalské rodiny Scaligerů, byl pánem Verony, Vicenzy, Brescie, Parmy a Luccy.
27. září 1350 se Beatrice Regina ve Veroně provdala za Bernaba Viscontiho, syna Stefana Viscontiho a Valentiny Doria. Manželství bylo uzavřeno z důvodu mocenské aliance mezi Milánem a Veronou.
O Barnabovi se mluvilo jako o krutém, bezohledném tyranovi a nesmiřitelném nepříteli církve. Odmítal papeže a jeho autoritu a zabavoval církevní majetek. V roce 1363 ho papež Urban V. z důvodu hereze exkomunikoval a vyhlásil proti němu křížovou výpravu. Když měl Bernabo jeden ze svých záchvatů zuřivosti, pouze Beatrice Regina byla schopna se k němu přiblížit. Údajně měla na manžela velký vliv. Porodila mu sedmnáct dětí a další mu dala řada milenek. Kateřina ze Sieny ji používala jako prostředníka pokaždé, když měla na Bernaba nějakou žádost.
Beatrice Regina della Scala zemřela 18. června 1384 a byla pohřbena v kostele San Giovanni in Conca v Miláně. O rok a půl později byl Bernabo Visconti sesazen a otráven svým synovcem a zetěm Gianem Galeazzem Viscontim, který se stal v roce 1395 prvním milánským vévodou.

## Potomci
Beatrice Regina della Scala měla s Bernabem Viscontim sedmnáct dětí:
- Tadeáš (1351–1381) ∞ Štěpán III. Bavorský
- Viridis (1352–1414) ∞ Leopold III. Habsburský
- Marco (1353–1382) ∞ Alžběta Bavorská
- Rudolf (†1389)
- Ludvík (1358–1404) ∞ Violanta Visconti
- Carlo (1359–1403) ∞ Beatrix z Armagnaku
- Valentina (1360–1393) ∞ Petr II. Kyperský
- Kateřina (1361–1404) ∞ Gian Galeazzo Visconti
- Anežka (1362–1391) ∞ Francesco I. Gonzaga
- Antonie (1364–1405) ∞ Eberhard III. z Württembergu
- Mastino (1365–1404) ∞ Antonia della Scala
- Magdalena (1366–1404) ∞ Fridrich Bavorský
- Aymonette
- Anglesia ∞ Janus Kyperský
- Giammastino (1370–1405) ∞ Cleofa della Scala
- Lucie (1372–1424) ∞ Edmund Holland, 4. hrabě z Kentu
- Alžběta (1374–1432) ∞ Arnošt Bavorský